# Bellaire, Texas
Bellaire là một thành phố thuộc quận Harris, tiểu bang Texas, Hoa Kỳ. Năm 2010, dân số của xã này là 16855 người.

## Dân số
- Dân số năm 2000: 15642 người.
- Dân số năm 2010: 16855 người.